# A Love Like Ours
A Love Like Ours è il ventottesimo album in studio della cantante statunitense Barbra Streisand, pubblicato il 21 settembre 1999. Il tema principale dell'album è l'amore, è infatti ispirato dal matrimonio di Streisand con James Brolin, avvenuto in quel periodo. Secondo Stephen Thomas Erlewine di AllMusic l'album è una celebrazione dell'amore dei due che, anche se ad alcuni può sembrare troppo sentimentale come lavoro, suona in modo genuino.
L'album è entrato alla posizione numero sei della Billboard 200 vendendo 145 000 copie nella sua prima settimana di pubblicazione, diventando il sesto album con maggiori vendite nella prima settimana del 1999.

## Tracce
1. I've Dreamed of You – 4:46 (Rolf Løvland, Ann Hampton Callaway)
2. Isn't It a Pity? – 5:22 (George Gershwin, Ira Gershwin)
3. The Island – 4:37 (Ivan Lins, Vitor Martins, Alan Bergman, Marilyn Bergman)
4. Love Like Ours – 3:59 (Dave Grusin, Alan Bergam, Marilyn Bergam)
5. If You Ever Leave Me (feat. Vince Gill) – 4:38 (Richard Marx)
6. We Must Be Loving Right – 3:37 (Roger Brown, Clay Baker)
7. If I Never Met You – 3:38 (Tom Snow, Dean Pitchford)
8. It Must Be You – 3:29 (Steve Dorff, Stephony Smith)
9. Just One Lifetime – 4:18 (Tom Snow, Melissa Manchester)
10. If I Didn't Love You – 4:18 (Bruce Roberts, Junior Miles)
11. Wait – 4:10 (Michel Legrand, Alan Bergman, Marilyn Bergman)
12. The Music That Makes Me Dance – 7:05 (Jule Styne, Bob Merrill)

## Classifiche

### Classifiche settimanali
| Classifica (1999) | Posizione massima |
| ----------------- | ----------------- |
| Australia         | 12                |
| Austria           | 45                |
| Belgio (Vallonia) | 44                |
| Francia           | 36                |
| Germania          | 48                |
| Norvegia          | 6                 |
| Nuova Zelanda     | 38                |
| Paesi Bassi       | 33                |
| Regno Unito       | 12                |
| Stati Uniti       | 6                 |
| Svizzera          | 39                |

### Classifiche di fine anno
| Classifica (1999) | Posizione |
| ----------------- | --------- |
| Stati Uniti       | 170       |
| Classifica (2000) | Posizione |
| Stati Uniti       | 198       |